# 祖拉布·采列捷利

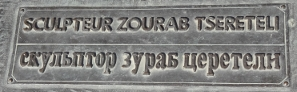

祖拉布·康斯坦丁诺维奇·采列捷利（羅馬化：Zurab Konstantinovich Tsereteli；1934年1月4日—2025年4月22日）是格鲁吉亚出身的俄罗斯画家和雕塑家。1997年开始担任俄罗斯艺术科学院主席。

## 生平
1934年1月4日生于第比利斯。童年时代受到身为画家的叔父尼扎拉泽的影响，对绘画产生浓厚的兴趣。1952年考入梯比里斯美术学院。毕业后留在格鲁吉亚科学院民族历史考古研究所工作，深入研究了格鲁吉亚民间艺术。
他的成名作是皮宗德疗养区的群体装饰。后来涉猎了各种艺术形式，创作了大量的油画、版画、巨幅金属模压、彩色玻璃画、浮雕、搪瓷画以及几千平方米的镶嵌画等。

## 社会活动
有消息说，采列捷利曾于2014年3月签署信件，支持俄罗斯总统普京关于俄罗斯军事干预乌克兰的立场。然而第二天，他的助理在接受格鲁吉亚媒体魯斯塔維2采访时否认了这一说法，并强调他“从不干涉政治”。
2015年10月6日，他向中国美术馆捐赠了自己的雕塑作品《珍爱和平》，同时代表俄罗斯艺术科学院，与中国美术馆签订文化交流合作项目。

## 作品

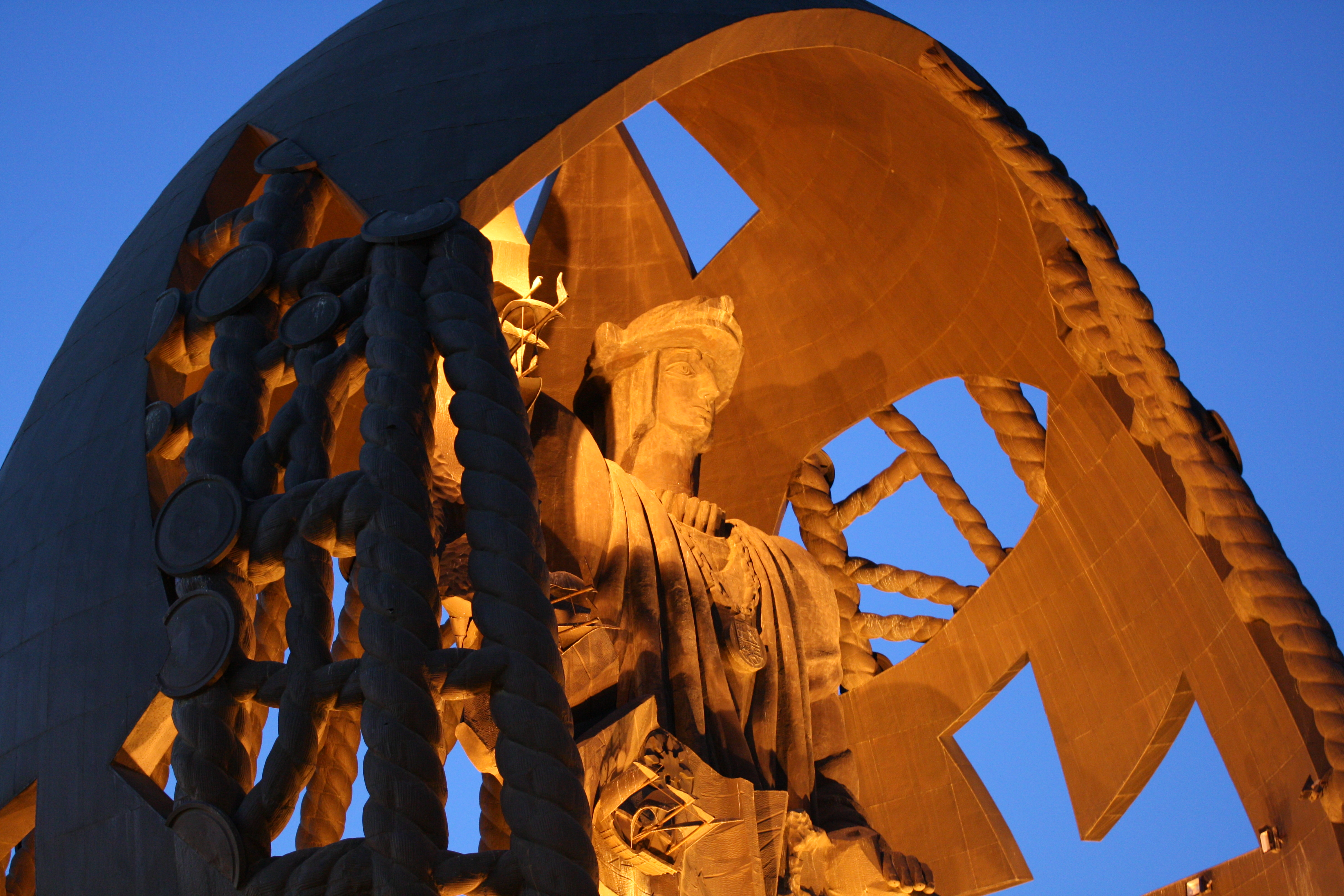
《塞维利亚》

- 莫斯科市中心的彼得大帝雕像，高度为94米[8]。
- 描绘克里斯托弗·哥伦布的“新世界的诞生”雕像。位于波多黎各卡塔尼奧[9]。2017年，波多黎各遭到颶風瑪麗亞的扫荡，但雕像却屹立不倒[10]。
- 莫斯科衛國戰爭中央博物館的圣乔治雕像。
- 美国纽约曼哈顿联合国总部前的《善必胜恶》雕塑[10]。
- 莫斯科国际音乐厅圆顶风向标型譜號模型。
- 反对世界恐怖主义斗争纪念碑。是俄罗斯政府送给美国的官方礼物[11]。
- 主持修复了斯大林时期被破坏的耶稣救世主大教堂[10]。

## 荣誉
苏联
- 社会主义劳动英雄荣誉称号、列寧勳章及镰刀与锤子奖章（1990年11月11日）
- 格鲁吉亚苏维埃社会主义共和国功勋画家（1967年）
- 格鲁吉亚苏维埃社会主义共和国人民画家（1978年）
- 苏联人民画家（1980年）
- 各民族人民友谊勋章（1980年11月14日）
- 俄罗斯联邦国家奖（1996年6月21日）
- 列宁奖（1976年）
- 苏联国家奖（两次：1970年，1982年）

俄罗斯联邦
- 俄罗斯联邦人民画家（1994年1月4日）
- 一级祖国功勋勋章（2010年7月26日）
- 二级祖国功勋勋章（2006年1月4日）
- 三级祖国功勋勋章（1996年4月29日）
- 四级祖国功勋勋章（2014年2月20日）

其他
- 联合国教科文组织亲善大使（1996年）

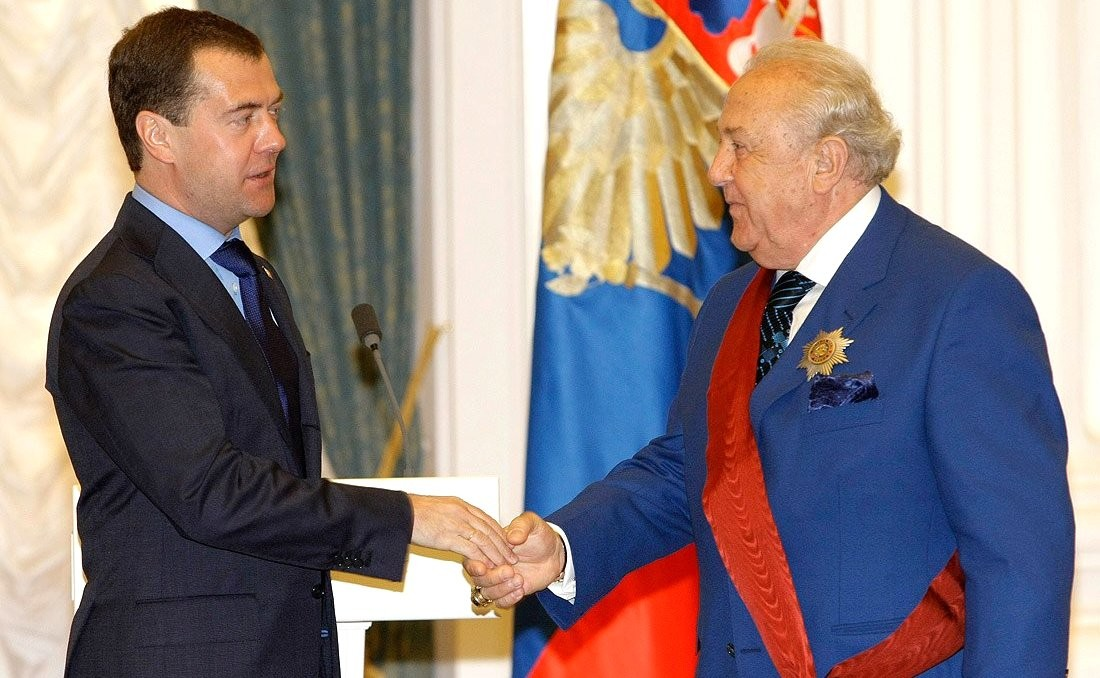
2010年授勋仪式

- 骑士级法國榮譽軍團勳章（法国，2010年）
- 军官级藝術與文學勳章（法国，2005年）
- 贝尔纳多·奥希金斯勋章（智利，2007年）
- 阿斯塔纳奖章（哈萨克斯坦，1998年）
- 格鲁吉亚国家奖（2004年）